# Dalea mexiae
Dalea mexiae är en ärtväxtart som beskrevs av Rupert Charles Barneby. Dalea mexiae ingår i släktet Dalea, och familjen ärtväxter. Inga underarter finns listade i Catalogue of Life.